# Rougham (Norfolk)
Rougham is een civil parish in het bestuurlijke gebied Breckland, in het Engelse graafschap Norfolk met 141 inwoners.